# 신유박해
신유박해(辛酉迫害)는 1801년(순조 1년)에 발생한 조선 천주교 박해 사건이다. 시파·벽파의 정치 투쟁에서 시파 제거를 오랜 숙원으로 한 벽파가 천주교 탄압을 명분으로 일으킨 사건이다.

## 시대적 배경

### 천주교 전래
종교가 아닌 학문으로 받아들여진 천주교는 보유론(補儒論)적 관점에서 실학이라는 흐름과 맞물려 학인들의 탐구의 대상이 되었고 부패한 지배체제에 반발한 민중속으로 퍼져나갔다. 북경에서 조선 최초로 세례교인이 된 이승훈이 귀국한후 은밀히 신앙모임을 만들었으나 1785년에 형조에 적발되며 유생들의 거센반발이 있었다.(명례방 사건) 이 사건으로 김범우가 유배지에서 사망하고 모임을 이끌던 이벽이 문중의 압박에 못이겨 자진하면서 '명례방공동체'는 와해되었다. 곧 조직이 재건되어 교세가 성장했으나 제사금지라는 교리속에 배교자가 속출하였고, 이 교리는 천주교 탄압의 좋은 명분이 되었다. 1787년 반회사건으로 천주학 서적이 색출된후 불태워지고 탄압의 강도가 점차 증가하였다.

### 천주교 탄압
1791년 폐제분주(廢祭焚主)로 불거진 진산사건으로 최초의 순교자가 생겼다. 이전에도 유사한 사건이 있었으나 촌로의 무지한 소행으로 치부되었다. 그러나 금번 사건의 당사자가 남인이라는 이유로 당쟁으로 비화되자 천주교에 대해 관대했던 정조도 단호하게 대처했다. 1795년에는 은밀하게 활동하던 중국인 선교사 주문모 체포작전이 실패하자 도주와 잠행을 도운 신자들이 체포된후 순교하였다.(을묘박해) 한편, 남인들이 이 사건에 연류된 의혹이 있다는 노론 벽파의 공격으로 이승훈은 유배되었고, 이가환과 정약용은 좌천되었다. 도주한 주문모 신부는 강완숙의 집에 숨어지내며 은밀하게 활동을 지속했다. 그의 전교활동으로 1794년에 4,000명이었던 교인수가 1800년에는 1만명을 육박하게 되었다.

## 발단

### 사교철폐
신해박해(1791년, 정조 15) 이래 “정도(正道)인 유학은 ‘사학’(邪學)인 천주교를 소멸시킬 것”이라면서, 천주교에 대해서 온건한 정책을 써 오던 정조가 1800년 8월 18일(음력 6월 28일) 승하하였다. 1800년 8월 23일(음력 7월 4일)에 순조가 11세의 어린나이로 왕위에 오르면서 영조의 계비 정순왕후의 수렴청정 시작으로 노론 벽파가 정권을 장악하였다. 이후 벽파가 정순왕후를 움직이면서 사학엄금을 명분으로 남인과 시파에 대한 숙청작업을 시작했다. 1801년 2월 22일(음력 1월 10일) 정순왕후는 천주교 엄금에 관해 하교를 내렸다. 그 내용은 “천주교 신자는 인륜을 무너뜨리는 사학(邪學)을 믿는 자들이니, 인륜을 위협하는 금수와도 같은 자들이니 마음을 돌이켜 개학하게 하고, 그래도 개전하지 않으면 역률로 처벌하라”는 것이다. 정순왕후는 이 하교에서 오가작통법의 적용을 언급하였는 바, 다섯 집 중 한 집에서 천주교 신자가 적발되면 모두 처벌하는 가혹한 연좌제를 예고한 것이었다.

### 정치보복
정순왕후는 아버지 김한구와 함께 사도세자 제거에 앞장섰던 탓에 정조의 즉위를 반대했었다. 1776년 정조가 즉위하자 그녀의 집안은 몰락의 길을 걸었고 그녀 또한 숨죽이며 지냈다. 1786년에 오라비 김귀주가 귀양지에서 사망한 후로는 정조와 남인들에 대해 앙심을 품게 되었다. 이런 정순왕후의 목표는 정조 재위기에 성장한 남인 세력에 대한 대대적인 숙청에 있었다. 정계에서 몰아내고 재기하지 못하도록 죽여버리는 것이었다. 선왕 정조는 집권세력인 노론 벽파를 견제하기 위해서 남인을 중용하며 탕평책을 펼쳤었다. 정조가 총애했던 진보적인 남인 소장파들이 서학에 관심을 두고 천주교에 가까운 자가 많았으니 이는 좋은 명분이 되었다. 천주교에 대해 유연한 입장을 표방했던 선왕 정조조차 1788년에 천주교를 사교로 규정했었기 때문에 노론 벽파에게는 거칠것이 없었다. 정순왕후의 하교직후 벽파의 영의정 심환지와 공서파 대사간 목만중이 선봉이 되어 남인, 시파, 신서파를 잡아들이기 시작했다.

### 남인숙청
사교철폐는 빌미일뿐으로 최우선적인 목표는 선왕 정조의 총애를 받던 이가환, 권철신, 정약용 3인의 제거에 있었다. 이가환과 권철신은 채제공 사후에 남인을 이끌고 있었고 정약용은 남인을 이끌 차세대 주자였기 때문이다. 특히 이가환은 반드시 죽여야 했는데, 이는 이가환의 가문이 조상때부터 있었던 노론 벽파와의 악연 때문이었다. 이가환의 증조부 이하진은 홍문관 제학을 지냈는데 1680년 경신환국 때 집권한 서인들에 의해 유배를 가서 2년뒤에 억울하게 죽었다. 또한 이가환의 종조부(從祖父)중 한 사람인 이잠(1660~1706)은 숙종때 노론을 공격하다 장살당했다.
이런 집안 내력은 그 동안 두고두고 공격대상이 될 정도로 노론이 가장 기피하는 인물이 이가환이었다. 또한 그는 당대에 제일가는 천재로 박학다식함이 동서양의 학문에 막힘이 없었고 정조의 총애를 받으며 요직을 두루거쳤고, 정조가 생전에 오회연교(五晦筵敎)를 통해 이가환을 재상으로 등용하겠다는 뜻을 내비친적이 있었다. 이가환이 1791년 진산사건 직후 배교하며 천주교 탄압에 앞장섰다는 사실을 노론 벽파도 알고 있었으나 이는 중요하지 않았다. 노론 벽파가 원했던 것은 이가환이 천주교를 버렸다는 증거가 아니라 그의 목숨이었다. 이가환과 권철신은 모진 고문 끝에 4월 8일에 옥사하였다. 시신은 목을 벤후 길거리에 버려졌다.

## 전개

### 책롱 적발 사건
신유박해가 시작되자 정약종은 이미 죽을 각오를 하고 있었으나 성상과 교리서적, 주문모 신부의 편지등은 후대에 전해져야 한다고 생각하여 좀 더 안전한 곳으로 옮겨 감추기로 하였다. 1월 19일에 이것들을 작은 책롱(冊籠)에 넣어 나뭇짐으로 위장한후 머슴을 시켜 옮겨놓게 했으나 운반도중에 밀도살한 쇠고기를 운반하는 것으로 오인 받아 포도청에 끌려가고 말았다. 이 사건으로 예상 밖의 소득을 얻은 조정은 탄압에 박차를 가하는 계기가 되었고, 곧 이승훈, 최창현 등 지도자급 인사들을 연이어 잡아들였다. 2월 11일(음)에 체포된 정약종은 책롱속의 내용물이 모두 자기 것임을 시인하였고 국문이 진행되자 조정에 의한 천주교 박해의 부당함을 항변하였다. 정약종은 1801년 2월 26일(음) 서소문 밖에서 이승훈·최필공·최창현, 홍낙민, 홍교만 등과 함께 순교하였다. 정약종의 아들 정철상도 구속되었고 4월 2일(음)에 사형에 처해졌다.

### 정약용 구속
책롱 적발 소식을 들은 정약용은 마음에 준비를 하고 지내던중 2월 8일에 형 정약전과 함께 전격적으로 체포되었다. 국문장에서 단지 학문적 관심으로 천주교를 접했을뿐이었기에 이미 1791년 진산사건(신해박해)이후 천주교와 결별했다고 자신을 변호했다. 지난 1797년에 천주교도로 오해 받자 《자명소》를 써서 반박한적이 있었고 1799년에는 《책사방략》을 저술하여 배교를 분명히 했었다는 사실등을 밝혔다. 또한 천주교 지도자인 권철신, 황사영 등을 고발하였다.
천주교신도를 색출하려면, 믿음이 약한 노비나 학동을 신문할 것을 제안하기도 했으나 자신의 구명에 별반 도움이 되지 않은채 상황이 불리하게 돌아가자 곧 체념하였다. 조선인 최초로 세례를 받은 후 천주교 선교활동을 주도했던 이승훈은 정약용의 매형이고 천주교 교리 연구회장인 정약종은 셋째 형이며 지난번 진산사건(1791년)을 일으킨 윤지충은 외사촌이었다는 점이 불리하게 작용했다. 그러던중 잡혀온 여러 신자들의 국문이 거듭될수록 정약용의 배교사실에 대한 증거들이 쏟아져 나왔다. 분명한 물증들로 인해 정약용과 정약전은 구속된지 18일만에 감형되어 유배를 떠났다.

### 지방 교회 탄압
박해는 지방으로 확대되어, 2월 9일(음)에 충청도 ‘내포의 사도’라고 불리던 이존창이 공주에서 구속되었다. 그는 서울로 압송되어 국문을 받고 2월 26일(음) 사형이 확정된후 공주로 다시 이송되어서 참수되었다. 그외에도 지방에서 잡힌 많은 천주교인들은 서울로 압송되었다가 각기 고향으로 다시 보내서 사형에 처했는데 이는 일반 대중에게 경각심을 심어주기 위함이었다. 3월 13일(음) 여주에서 5명, 양근에서 10여명이 처형되었고, 4월 2일(음)에는 최필제 등 6명이 처형되었다. 전주에서는 3월(음)부터 박해가 시작되었다. 유항검의 가족들을 비롯한 200여명이 옥에 갇히었는데, 대부분은 배교하여 석방되었다. 유항검은 9월 17일 순교했고 그의 아들들을 비롯한 가족들중 많은 이들도 순교했다.

### 주문모 순교
3월 12일(음) 주문모 신부가 자수하자 천주교 탄압이 다시 활기를 띄었다. 주문모는 1795년에 밀입국한 이래, 주로 서울에 있는 강완숙의 집에 거처하면서 전교에 힘써왔다. 6년간 이어진 그의 은밀한 활동은 교세확장에 큰 기여를 했는데, 지방에도 내려가 내포의 이존창과 전주 유항검의 집에서 머물면서 지방에서의 선교활동에도 힘썼다. 주문모는 박해가 전국적으로 벌어지자 거처를 여러번 옮겨 다녔으며 경희궁에 숨기도 했다. 한때는 중국으로 탈출하기 위해 국경지역까지 갔으나 자신 때문에 천주교인들이 고통을 받자 마음을 돌려 의금부에 자수를 결심하였다.
당시 조선 조정에서는 중국과의 외교관계를 우려하여 추방령으로 감형하자는 주장도 있었으나, 사형으로 결론이 내려졌다. 주문모는 4월 19일(음)에 새남터에서 순교했다. 그 이튿날에는 김건순, 김백순, 이희영 등이 서소문 밖 형장에서 처형되었다. 주문모를 6년간 헌신적으로 도왔던 강완숙도 궁녀 강경복, 문영인, 최인철, 김현우 등 8명과 함께 5월 24일(음) 서소문 밖 형장에서 참수되었다. 같은날 사형언도를 받은 고광성, 이국승, 윤점혜, 정순매 등 4명은 각기 고향으로 이송되어 처형되었다. 주문모를 한 때 궁안으로 피신시킨 사실과 세례를 받은 일이 드러난 은언군의 부인 송씨와 그의 며느리 신씨에게는 사약이 내려졌고, 그 여파로 강화에 유배 중이던 은언군(정조의 이복동생)에게도 사약이 내려졌다.

### 황사영 백서 사건
9월 29일(음), 황사영이 체포되자 신유박해는 새로운 국면에 들어섰다. 황사영이 체포되었다는 소식이 전해지자 조정 대신들은 환호했다 하며 체포된 황사영의 옷 속에서 발견된 밀서를 읽고 모두 경악했다. 유교 지식인들인 조정 대신들이 보기에 유교의 윤리에 어긋나는 천주교를 믿는 황사영이 대박청래 곧 큰 배에 글을 잘 하는 선비와 군사를 타도록 하여 종교의 자유를 요구할 것을 청원하고, 나라를 외국에 팔아 넘기려했기 때문이다. 황사영은 조상에 대한 제사를 우상숭배로 보아 금지한 천주교가 유교 윤리에 어긋나는 종교임을 알고 신앙을 버린 정약용의 고발로 이미 2월11일에 체포령이 내려졌고 이후에도 여러차례 정순왕후에 의해 특별체포령이 내려졌으나, 7개월이 넘도록 그의 행방을 찾아 내지 못하고 있었다. 황사영은 박해가 시작되자 2월에 서울을 빠져나와 충북 제천 봉양면 배론(舟論)이라는, 토기를 만드는 천주교 신자들의 마을에 가서 토굴속에서 숨어지냈다.
숨어지내는 동안에 김한빈과 황심을 통하여 박해상황을 파악하여 자료를 정리하였고 이를 바탕으로 북경에 있는 구베아 주교에게 보낼 밀서를 작성하였다. 훗날 《황사영 백서》라고 불리는 이 밀서에는 주문모 신부의 순교 사실을 비롯한 조선에서 벌어지고 있는 박해 상황과 중국이나 서양의 군대의 무력을 통해서라도 신앙의 자유를 찾아달라는 요청 등이 담겨 있었다. 황사영은 11월 5일에 대역죄로 서소문 밖에서 온몸이 찢기는 능지처참을 당했다. 황사영이 외세의 힘을 빌어 종교의 자유를 얻고자 했기 때문에, 조선 천주교회는 '대역모반의 매국종교'라는 비난을 받게 되었다.
황사영의 처삼촌이었던 정약용과 정약전은 밀서 작성의 배후로 지목되었고 유배지에서 체포되어 취죄를 위해 서울로 압송되었다. 그러나 관련증거가 나오지 않았고 노론 벽파내 의견이 갈리면서 극형은 면하게 되었다. 정약용은 강진, 정약전은 흑산도로 유배를 다시 떠났다.

### 토사교문(討邪敎文)
1801년 12월 22일(음)에 대왕대비 정순왕후는 토사교문(討邪敎文)이 반포하였다. 위정척사(衛正斥邪) 라는 유교적 이념에 근거하여 천주교를 사학(邪學)으로 규정하고 신유박해의 상황 및 결과와 아울러 다시는 천주교를 믿는 무리가 없도록 하라는 취지가 담겨져 있었다. 그리고 청나라에 가는 사신의 수를 200명 이내로 줄이고, 40일 이상 머물지 못하게 하는등 서학이나 서양문물을 접촉할 수 없도록 엄격한 쇄국정책을 쓰기 시작했다. 12월 22일 이전에 죄를 지은자중 사형을 선고 받은 자를 제외하고 모두 석방한다는 항목도 들어있다. 또한 사교를 믿는자는 엄벌에 처하겠다는 언급을 했으나 이는 역률로 다스리겠다는 예전의 지시를 뒤엎는 것이었다. 정순왕후는 토사교문을 발표한 뒤 더 이상 천주교도를 잡아들이지 못하게 하였으며 이가환, 권철신 등의 가족에게 형벌을 내리지 못하게 하였다. 이미 검거된 천주교인들에 대한 처결도 해를 넘기기 전에 마무리 지을것을 명했다. 한편, 지난 1년간의 박해로 약 300명 정도가 죽었고 수많은 사람들이 유배를 떠났다.

## 박해 진행 일지
- 3월 17일 - 천주교 신자임이 밝혀진 은언군의 부인 송씨와 며느리 신씨가 사약형을 받았다.
- 4월 8일 - 이승훈(충청도 예산군에 유배 중이었음)·정약종·최필공(崔必恭)·최창현(崔昌顯)·홍교만(洪敎萬)·홍낙민(洪樂敏)이 서대문 형장에서 사형되었다.[60]
- 4월 24일(음력 3월 12일) - 중국인 주문모 신부가 의금부에 자수하였다. 그는 황해도 황주로 갔다가 한양으로 되돌아온 것이었다.
- 4월 28일(음력 3월 16일) - 김건순이 체포되었다.
- 5월 31일(음력 4월 19일) - 주문모가 한강 새남터에서 참수형으로 순교하였다.
- 6월 1일(음력 4월 20일) - 김건순이 서소문 밖에서 참수당하였다.
- 6월 30일 - 은언군이 유배지 강화도에서 사약을 받고 사사되었다.
- 7월 2일(음력 5월 22일) - 강완숙과 자신이 전교한 궁녀들이 함께 서소문에서 참형으로 순교하였다.
- 10월 4일 - 홍필주가 서소문에서 참수형으로 순교하였다.
- 10월 29일 - 황사영이 충북 제천에서 체포되었다.
- 그 외에도 고광성(1839년 기해박해로 순교한 고순이의 부친)이 사형당하였다.

## 여파

### 천주교 배척
《황사영 백서》로 인해 사학이라고 규정한 조정의 입장을 그 증거를 통해 보장받게 되었고 천주교는 매국의 종교라는 낙인이 찍혔다. '백서'의 내용이 알려지자 재야 유생들은 조정에 천주교를 성토하는 글을 보냈고, 경상도와 전라도에서는 서원 중심으로 천주교 배척운동이 세차게 일어났다. 천주교를 배척하는 사회적인 분위기가 형성되면서 천주교에 대한 박해는 더욱 거세어졌다. 민중들의 의식속에 천주교를 믿으면 패가망신한다는 생각이 퍼졌고, 천주교도를 '천주학쟁이' 또는 '서학쟁이'라 하며 손가락질하게 되었다. 또한 반천주교적인 분위기에 편승하여 천주교와 서양학문을 모두 배척함으로 서양에 대해 알지 못하게 됨에 따라 조선의 자주적 근대화는 좌절되었고 그로 인해 식민지화의 원인이 되었다.

### 동지사 파견
1801년 10월(음)에 파견된 동지사에게 천주교 탄압의 정당성을 설명하는 진주사(陳奏使)의 임무도 부여했다. <황사영 백서>가 발각된 이후 청국인 주문모 신부의 처형 사실이 청국에 알려질 가능성이 높다고 조정에서는 판단하게 되었다. 이에 조선정부는 진주사를 통하여 신유박해 전반에 관한 청국의 이해를 촉구하고, 주문모가 청나라 사람임을 모르고 처형했다고 거짓 해명하였으며, 더 이상의 탄압이 없다는 점을 밝혔다. 진주사 조윤대 일행은 토사교문과 함께 <황사영 백서>의 내용을 16행 922자로 축소하여 청국에 전달했다. 이 축소본을 흔히 <가백서>(假帛書)라 하는데, 여기에는 조선 조정에 불리한 내용은 삭제했으며, 서양 선박과 군대 파견을 요청한 사실을 적어 박해의 정당성을 주장하였다.

### 천주교의 확산
탄압으로 인해 조선 천주교회의 1세대 선구자이자 지도자로 자리매김하던 주문모, 이승훈, 정약종, 최창현, 강완숙, 최필공, 홍교만, 김건순, 등이 순교하였다. 지방에서도 지도급 인사들이 다수 순교하였는데, 내포교회의 사도로 불리던 이존창과 전주교회의 지도적 교인이던 유항검, 유관검 형제가 순교했다. 이로써 조선 천주교회는 큰 타격을 받았다. 그러나 살아남은 천주교도들은 위험을 피하여 경기도의 야산지대나 강원도나 충청도의 산간지방, 태백산맥, 소백산맥의 깊은 산중과 계곡에 숨어, 천주교의 전국적 확산을 촉진하였다. 한편, 종래 지식인 중심의 조선 천주교회가 신유박해를 전후하여 서민사회로 뿌리를 내리게 되었다.

### 정순왕후 퇴임
숙청작업 1년만에 조정은 노론 벽파로 채워졌다. 그런데 1803년(순조 3) 여름에 큰 가뭄이 들더니 평양부와 함흥부에 큰 불이 났다. 그해 11월에 사직악기고, 12월 13일에는 창덕궁 선정전, 인정전에도 큰 화재가 발생했다. 닷새후에는 장안의 종루 거리에서 다시 큰불이 났다. 백성들은 암탉이 울면 집안이 망한다거나 여우가 묵으면 어쩌구 저쩌구 하며 대궐을 향하여 손가락질을 했고, 낮은 벼슬아치들도 대왕대비를 두고 중얼거렸다. 민심이 흉흉해지자 정순황후는 1804년 1월에 수렴청정에서 물러났다. 순조의 친정이 시작되자 장인 김조순이 득세하여 벽파를 숙청하고 안동 김씨의 세도정치가 시작되었다. 신유박해로 남인 시파는 전멸하여 재기불능의 상태에 이르렀고 이는 개혁을 향해 나아가던 조선의 역사를 퇴보시켰으며 조선의 정치가 당파 중심에서 외척 중심으로 나아가도록 만들었다.

## 같이 보기
- 김건순
- 황사영 백서

## 참고 문헌
- 춘추관 관원들 (1805). 《정조실록》.
- 춘추관 관원들 (1838). 《순조실록》.